# Diócesis de Port Blair
La diócesis de Port Blair (en latín: Dioecesis Portus Blairensis y en inglés: Roman Catholic Diocese of Port Blair) es una circunscripción eclesiástica de la Iglesia católica en India. Se trata de una diócesis latina, sufragánea de la arquidiócesis de Ranchi. Desde el 29 de junio de 2021 su obispo es Visuvasam Selvaraj.

## Territorio y organización
La diócesis tiene 8293 km² y extiende su jurisdicción sobre los fieles católicos de rito latino residentes en el territorio de Islas Andamán y Nicobar. 
La sede de la diócesis se encuentra en la ciudad de Port Blair (en la isla Andamán del Sur), en donde se halla la Catedral de Stella Maris. 
En 2021 en la diócesis existían 16 parroquias.

## Historia
La diócesis fue erigida el 22 de junio de 1984 con la bula Ex quo Christus del papa Juan Pablo II, obteniendo el territorio de la arquidiócesis de Ranchi.

## Estadísticas
Según el Anuario Pontificio 2022 la diócesis tenía a fines de 2021 un total de 40 664 fieles bautizados.
| Año                                                                             | Población            | Población | Población      | Sacerdotes | Sacerdotes    | Sacerdotes    | Bautizados por sacerdote | Diáconos permanentes | Religiosos | Religiosos | Parroquias |
| Año                                                                             | Bautizados católicos | Total     | % de católicos | Total      | Clero secular | Clero regular | Bautizados por sacerdote | Diáconos permanentes | Varones    | Mujeres    | Parroquias |
| ------------------------------------------------------------------------------- | -------------------- | --------- | -------------- | ---------- | ------------- | ------------- | ------------------------ | -------------------- | ---------- | ---------- | ---------- |
| 1990                                                                            | 23 097               | 198 000   | 11.7           | 18         |               | 18            | 1283                     |                      | 20         | 43         | 8          |
| 1999                                                                            | 35 469               | 392 969   | 9.0            | 28         | 8             | 20            | 1266                     |                      | 21         | 82         | 11         |
| 2000                                                                            | 36 436               | 398 864   | 9.1            | 28         | 8             | 20            | 1301                     |                      | 21         | 78         | 11         |
| 2001                                                                            | 38 652               | 421 217   | 9.2            | 31         | 10            | 21            | 1246                     |                      | 22         | 81         | 11         |
| 2002                                                                            | 38 120               | 410 098   | 9.3            | 32         | 12            | 20            | 1191                     |                      | 21         | 85         | 12         |
| 2003                                                                            | 38 860               | 356 265   | 10.9           | 38         | 14            | 24            | 1022                     |                      | 24         | 88         | 12         |
| 2004                                                                            | 39 469               | 356 265   | 11.1           | 38         | 14            | 24            | 1038                     |                      | 24         | 86         | 13         |
| 2013                                                                            | 34 619               | 398 000   | 8.7            | 43         | 22            | 21            | 805                      |                      | 25         | 95         | 14         |
| 2016                                                                            | 34 439               | 433 634   | 7.9            | 44         | 23            | 21            | 782                      |                      | 25         | 94         | 14         |
| 2019                                                                            | 40 876               | 473 730   | 8.6            | 47         | 24            | 23            | 869                      |                      | 24         | 128        | 16         |
| 2021                                                                            | 40 664               | 484 000   | 8.4            | 46         | 23            | 23            | 884                      |                      | 24         | 136        | 16         |
| Fuente: Catholic-Hierarchy, que a su vez toma los datos del Anuario Pontificio. |                      |           |                |            |               |               |                          |                      |            |            |            |

## Episcopologio
- Aleixo das Neves Dias, S.F.X. (22 de junio de 1984-6 de enero de 2019 renunció)
  - Sede vacante (2019-2021)
- Visuvasam Selvaraj, desde el 29 de junio de 2021